# Disney Branded Television
Disney Branded Television es una unidad de Disney General Entertainment Content que supervisa el desarrollo y la producción de contenido dirigido a niños, adolescentes y toda la familia actualmente para Disney+, Disney Channel, Disney Junior, Disney XD y anteriormente para Toon Disney, Jetix, y Playhouse Disney. La unidad también supervisa todas las series no planeadas  y especiales de Disney Channel y Disney+.
Es una subsidiaria de Walt Disney Television (canales en Estados Unidos) y de Walt Disney Direct-to-Consumer & International (canales internacionales), propiedad de The Walt Disney Company. Esta subsidiaria está dirigida por el presidente Gary Marsh y es responsable de operar los canales Disney de pago en los Estados Unidos, como Disney Channel, Disney XD, Disney Junior, también opera otras unidades como Radio Disney, Disney Television Animation y It's a Laugh Productions. Disney Channels Worldwide supervisaba todos los canales de Disney en todo el mundo hasta la organización del segmento Walt Disney Direct-to-Consumer & International el 14 de marzo de 2018 cuando la unidad se dividió en dos.
Disney Branded Television a nivel internacional es una unidad de canales de televisión abierta y de pago de Walt Disney Direct-to-Consumer & International que opera varios canales de televisión para niños y familias en todo el mundo, incluidas las variaciones de los canales de EE. UU. Más Disney International HD, Disney Cinemagic, Dlife, y Hungama TV.
Disney Channel se estableció originalmente en los Estados Unidos en 1983 como canal de pago, y desde entonces se ha convertido a un servicio básico; Además, la programación de Disney Channel también se ha expandido internacionalmente con el lanzamiento de varias versiones regionales y específicas del país, así como los acuerdos de licencia de programas alcanzados con las redes de televisión que no llevan la marca Disney Channel.
Los nombres corporativos anteriores fueron: Walt Disney Entertainment, Inc. (1982–1983), The Disney Channel, Inc. (1983–1997), Disney Channel, Inc. (1997–2001), ABC Cable Networks Group (2001-2005) y Disney Channels Worldwide (2005-2020).

## Historia

### Disney Channel, Inc.
El 10 de noviembre de 1981, Walt Disney Productions y Westinghouse Broadcasting dieron a conocer que habían acordado iniciar un servicio de televisión por cable orientado a la familia. En 1982, Disney contrató a Alan Wagner para desarrollar un canal de cable.
Para el 15 de julio de 1982, Disney incorporó Walt Disney Entertainment, Inc., que cambió su nombre el 28 de enero de 1983 a The Disney Channel, Inc. El canal Disney Channel, se lanzó en abril de 1983 con 16 horas de programación. como un canal premium. El canal se volvió rentable en enero de 1985: veinte meses después del lanzamiento, el canal se trasladó al mercado de las antenas parabólicas domésticas y, por lo tanto, modificó su señal. El canal comenzó a moverse al nivel de cable básico el 1 de septiembre de 1990 con TCI Montgomery Cablevision. In March 1995, the second Disney Channel began broadcasting in Taiwan mientras que el tercero se lanza en octubre para el Reino Unido.
Para el 29 de septiembre de 1997, el nombre corporativo se redujo a Disney Channel, Inc. Disney había contratado a Geraldine Laybourne en 1996, lejos del canal Nickelodeon que ella fundó para un nombre en clave para niños ABZ que los medios especulaban para ser un canal de edad preescolar. Laybourne desestimó este informe. En diciembre de 1997, el canal Toon Disney fue anunciado como un canal básico que consiste en la programación animada de Disney. A partir del 1 de abril de 1998, la mayoría de las versiones internacionales son canales de pago, mientras que Taiwán y Malasia tienen publicidad y EE. UU. Es un canal básico. The Toon Disney Channel se lanzó el 18 de abril de 1998 en el 15 aniversario de Disney Channel. En 2000, el canal Playhouse Disney preescolar se lanzó en el Reino Unido, mientras que en los Estados Unidos se lanzó el bloque Playhouse Disney en el Disney Channel. En junio de 2001, Disney estaba buscando lanzar Playhouse como canal en los Estados Unidos en 2002.

### ABC Cable Networks Group
Disney Channel, Inc. cambió su nombre a ABC Cable Networks Group, Inc. antes del 31 de enero de 2001. En octubre de 2003, ABC Family Worldwidepasó de ser una unidad de informes directos de Disney COO a estar dentro del grupo ABC Cable Networks. A principios de 2004, los líderes de programación original de Disney Channel tomaron temporalmente la unidad de películas originales de ABC Family cuando dos ejecutivos de ABC Family abandonaron el canal.
En enero de 2004, Fox Kids Europe, Fox Kids Latin America y ABC Cable Networks Group acordaron la alianza de programación Jetix que cambiaría el nombre de Fox Kids como Jetix para todos los bloques, canales y compañías. El canal  ABC1 se lanzó en la plataforma Reino Unido televisión digital terrestre el 27 de septiembre de 2004.

### Disney Channels Worldwide
En noviembre de 2005, Barry Blumberg renunció como presidente de Walt Disney Television Animation para permitir la transferencia planeada de la animación de televisión a Disney Channels Worldwide.
En 2006, Disney TV India adquirió Hungama TV de UTV Software Communications Limited. Disney Cinemagic comenzó a transmitir en el Reino Unido en marzo de 2006 como el inicio del lanzamiento de varios canales Cinemagic, incluidas las versiones de tiempo compartido y HD en toda Europa Occidental. El 26 de septiembre de 2007, ABC1 dejó de emitir en todas las plataformas de televisión del Reino Unido al mediodía.
En España, Walt Disney Company Iberia compró, en febrero de 2008, el 20% de la Sociedad Gestora de Television Net TV SA (o NET TV).  La compañía anunció a finales de mayo de 2008 el traslado de Disney Channel a un canal digital por abierto que reemplazaría a Fly Music de NET TV el 1 de julio de 2008.
La unidad japonesa de la compañía, Walt Disney Television International Japan, en marzo de 2008 comenzó a producir sus propios programas animados con sus dos primeros en debutar en la Feria Internacional de Anime de Tokio 2008. Con Madhouse Company, la compañía produjo Stitch!. Mientras que Fireball se produjo con los Jinni’s Animation Studios.
Después de que dos estrellas de series de televisión tuvieron varios escándalos, la compañía comenzó en 2009 una serie de clases para que sus jóvenes estrellas se adaptaran a la presión de la fama. Se agregaron clases opcionales de habilidades para la vida mensual en 2014.
Disney XD (DXD) se lanzó el 13 de febrero de 2009, asumiendo el espacio del canal de Toon Disney en los Estados Unidos, mientras que Jetix se cambió por DXD (o en algunas partes por Disney Channel) comenzando con Francia el 1 de abril. También en abril, Walt Disney Co., Ltd. Japan y Disney Channels Worldwide comenzaron a transmitir un canal dirigido a mujeres y familias, Dlife, con licencia recibida en octubre de 2010 y debutó el 17 de marzo de 2012.
Jetix Play se cerró el 1 de agosto de 2010, en la mayoría de los países, el 1 de septiembre de 2010 en Turquía, y en Rumania se cerró el 12 de marzo de 2011. En la mayoría de los países, el canal fue reemplazado por Playhouse Disney.
El 26 de mayo de 2010, el Disney – ABC Television Group anunció el lanzamiento de Disney Junior, que reemplazaría el bloque matutino Playhouse Disney en la cadena hermana Disney Channel en febrero de 2011, y se extendería a un canal independiente orientado a preescolares que reemplazaría a Soapnet en enero de 2012. Los 22 canales y bloques de Playhouse Disney fuera de los Estados Unidos también fueron renombrados como "Disney Junior" en 2011.
En octubre de 2011, Disney llegó a un acuerdo de empresa conjunta (49%/51%) con UTH Rusia para que UTH convirtiera su cadena de transmisión Seven TV en un Canal Disney a partir de principios de 2012. El 28 de marzo de 2013, Cinemagic fue reemplazado en el mercado del Reino Unido por Sky Movies Disney bajo licencia de BSkyB.
En abril de 2013, Disney anunció que Das Vierte, su estación de transmisión comprada recientemente en Alemania, se convertiría en un Canal Disney en enero de 2014 como una cadena de entretenimiento familiar las 24 horas. Disney formó una compañía interna de ventas de publicidad, Disney Media+, para el canal dado que dos competidores controlan la mayoría de las compañías de venta de publicidad.
Disney India Media Networks cerró el canal de música indio Play Bindass Play y lo reemplazó con el canal Disney International HD el 29 de octubre de 2017. Este canal de entretenimiento general está en inglés y en HD, dirigido a personas de 14 a 25 años y toca solo programas de imagen real de Disney. Con la reorganización de Disney Company del 14 de marzo de 2018, todos los canales internacionales, incluido Disney Channel, se han transferido a Walt Disney Direct-to-Consumer e International, una nueva división, mientras que la unidad de canales de EE. UU. Todavía está bajo Walt Disney Television.
El 9 de enero de 2019, Disney India Media Networks cerró Disney XD India y lo reemplazó con Marvel HQ, un canal con programas y películas de Marvel Entertainment, así como algunos programas adquiridos.

### Disney Branded Television
Luego de una reestructuración de la compañía en noviembre de 2020, los canales de Disney se convirtieron en parte de Disney Branded Television, una unidad recién creada de Disney General Entertainment Content. Encabezada por el expresidente de Disney Channels Worldwide, Gary Marsh, la nueva unidad supervisa el desarrollo y la producción de contenido creado para niños, preadolescentes, adolescentes y familias para Disney Channel, Disney Junior, Disney XD y Disney+. Disney Branded TV también supervisa todas las series y especiales sin guion de Disney+. En diciembre de 2020, Disney anunció que Radio Disney y Radio Disney Country dejarían de operar a principios de 2021. Luego de la reorganización, la administración de Disney XD se trasladó a Disney Media and Entertainment Distribution.
El 25 de mayo de 2021, Disney anunció que cerraría 100 canales de televisión a nivel internacional para fines de 2021 luego de los 30 cierres ocurridos en 2020; esto incluyó no solo los canales de la marca Disney, sino también los canales de Fox Networks Group heredados de la adquisición de 21st Century Fox por parte de Disney en 2019. El cierre se centró principalmente en los países asiáticos.
En marzo de 2022, el canal ruso sigue transmitiendo, incluso en respuesta a la guerra de Ucrania.
El cierre de los canales globales aún continuó en el mismo año, ya que cierra los canales latinoamericanos y turcos en los primeros meses.